# 자체발광
《자체발광》은 목요일 저녁 6시 50분에 MBC에서 방영된 시사교양 프로그램이다. 캐치 카피는 '미치도록 궁금하다면 스스로 밝혀라!' 로, 평소에 궁금했던 갖가지 호기심들을 출연진이 직접 실험을 통해 풀어보는 프로그램이다. 2009년 10월 29일에 시범 방송된 내용이 좋은 반응을 얻자 같은 해 12월 3일부터 2010년 7월 8일까지 정식으로 방송되었다.

## 방영 목록

### 2009년
| 회차 | 방영일    | 주제                                          | 출연진                                                        |
| ---- | --------- | --------------------------------------------- | ------------------------------------------------------------- |
| 시범 | 10월 29일 | 왜 군복을 입으면 안하던 짓을 할까요?          | 이창민 와니 (애견미용사) 서정문, 민병선 (연출진)              |
| 시범 | 10월 29일 | 고양이도 개처럼 훈련이 되나요?                | 이창민 와니 (애견미용사) 서정문, 민병선 (연출진)              |
| 시범 | 10월 29일 | 오리배 타고 완도에서 제주도까지 갈 수 있나요? | 이창민 와니 (애견미용사) 서정문, 민병선 (연출진)              |
| 1    | 12월 3일  | 한국말로만 해외여행, 가능할까요?              | 노홍철 서정문, 민병선                                         |
| 1    | 12월 3일  | 뗏목 타고 3일 만에 소양강 종단하기            | 노홍철 서정문, 민병선                                         |
| 2    | 12월 10일 | 당나귀 타고 출퇴근 할 수 있나요?              | 이성배 (MBC 아나운서) 안상태                                  |
| 2    | 12월 10일 | 지하철 자리 앉는 방법 있나요?                 | 이성배 (MBC 아나운서) 안상태                                  |
| 3    | 12월 17일 | 롤러코스터에서도 화장이 가능할까요?           | 김미연, 메이크업 전공 학생 건축공학과 학생, 건설회사 신입사원 |
| 3    | 12월 17일 | 낙엽집을 지을 수 있을까요?                    | 김미연, 메이크업 전공 학생 건축공학과 학생, 건설회사 신입사원 |
| 4    | 12월 24일 | 사슴이 썰매를 끌 수 있을까?                   | 정종철 김태훈, 서현진                                         |
| 4    | 12월 24일 | 크리스마스에 키스를 완벽하게 하는 방법은?     | 정종철 김태훈, 서현진                                         |
| 5    | 12월 31일 | 이글루에서 살아남기                           |                                                               |
| 5    | 12월 31일 | 취권 vs 당랑권 누가 이길까?                   |                                                               |

### 2010년
| 회차 | 방영일   | 주제                                               | 주제                                                 | 출연진                                                  |
| ---- | -------- | -------------------------------------------------- | ---------------------------------------------------- | ------------------------------------------------------- |
| 6    | 1월 7일  | 절대 미각 39개 한우 부위 별 맛을 구분할 수 있을까? | 절대 미각 39개 한우 부위 별 맛을 구분할 수 있을까?   |                                                         |
| 6    | 1월 7일  | 취권 대(對) 당랑권, 누가 이길까? 결과 대(大)공개!  |                                                      |                                                         |
| 7    | 1월 14일 | 한국말만으로 중국에서 돈을 벌 수 있을까?           | 한국말만으로 중국에서 돈을 벌 수 있을까?             |                                                         |
| 7    | 1월 14일 | 극한 상황에서도 눈뜨고 사진 찍을 수 있을까?        |                                                      |                                                         |
| 8    | 1월 21일 | 도전 광(狂)                                        | 자체발광배 광썰매 콘테스트                           |                                                         |
| 8    | 1월 21일 | 실험 광(光)                                        | 내가 이걸 왜 샀지?                                   |                                                         |
| 9    | 1월 28일 | 도전 광                                            | 어르신 래퍼가 가능할까요?                            |                                                         |
| 9    | 1월 28일 | 실험 광                                            | 얼음배 타고 한강 건너기                              |                                                         |
| 10   | 2월 4일  | 도전 광                                            | 최초로 남자 프로 치어리더에 도전                     |                                                         |
| 10   | 2월 4일  | 실험 광                                            | 무일푼으로 1주일 일본여행 하기                       |                                                         |
| 11   | 2월 11일 | 도전 광                                            | 한겨울 울릉도에서 야생으로 살아남기                  | 윤여백, 신진훈                                          |
| 11   | 2월 11일 | 실험 광                                            | 일주일간의 무일푼 일본여행기 그 최후의 결말은        | 윤여백, 신진훈                                          |
| 12   | 2월 18일 | 도전 광                                            | 일반인 CSI 성우 도전                                 |                                                         |
| 12   | 2월 18일 | 실험 광                                            | 신(新) 대동여지도 걸어서 지도 그리기                 |                                                         |
| 13   | 2월 25일 | 도전 광                                            | 어르신 래퍼가 가능할까요?                            |                                                         |
| 13   | 2월 25일 | 실험 광                                            | 대왕문어 잡이 도전                                   |                                                         |
| 14   | 3월 4일  | 도전 광                                            | 영하 30도 혹한기 몽골 유목민으로 살아남기 1탄        | 강민성, 손상현 서정우, 장종우                           |
| 14   | 3월 4일  | 실험 광                                            | 쇼핑 카트타고 무전여행 가능해?                       | 강민성, 손상현 서정우, 장종우                           |
| 15   | 3월 11일 | 도전 광                                            | 영하 30도 혹한기 몽골 유목민으로 살아남기 2탄        | 강민성, 손상현 카라, 소녀시대                           |
| 15   | 3월 11일 | 실험 광                                            | 하이힐 신고 철인 3종 경기 가능할까?                  | 강민성, 손상현 카라, 소녀시대                           |
| 16   | 3월 18일 | 도전 광                                            | 과연 우리도 김연아처럼 돌 수 있을까?                 | 김강산, 최진영, 박다니엘, 윤빛나 한경미, 강선미, 신나라 |
| 16   | 3월 18일 | 실험 광                                            | 제주 해녀처럼 물질 도전하기                          | 김강산, 최진영, 박다니엘, 윤빛나 한경미, 강선미, 신나라 |
| 17   | 3월 25일 | 도전 광                                            | 신입 PD의 필리핀 원시 부족민 체험기 1탄              | 김정민 PD 가브리엘, 왕초, 제냐                          |
| 17   | 3월 25일 | 실험 광                                            | 외국인 한국의 극한 맛 어디까지 느낄 수 있을까?       | 김정민 PD 가브리엘, 왕초, 제냐                          |
| 18   | 4월 1일  | 도전 광                                            | 신입PD의 필리핀 원시 부족민 체험기 2탄               | 정다희 PD, 김보람 PD                                    |
| 18   | 4월 1일  | 실험 광                                            | 볼펜 한 자루의 기적 6박7일 물물교환 여행기           | 정다희 PD, 김보람 PD                                    |
| 19   | 5월 27일 | 도전 광                                            | 언제 어디서나 헤어 스타일링 가능할까?                | 신동윤, 라세화                                          |
| 19   | 5월 27일 | 실험 광                                            | 쑥요리를 정복하라                                    | 신동윤, 라세화                                          |
| 20   | 6월 3일  | 도전 광                                            | 오랑우탄과 연주회 가능할까                           | 오정태(희극 배우), 보라, 보미(오랑우탄) 파힘, 하치      |
| 20   | 6월 3일  | 실험 광                                            | 파힘과 하치의 막걸리 소믈리에 도전                   | 오정태(희극 배우), 보라, 보미(오랑우탄) 파힘, 하치      |
| 21   | 6월 10일 | 도전 광                                            | 2010년 돼지요리 경연대회 도전기                      | 심태윤, 박보드레                                        |
| 21   | 6월 10일 | 실험 광                                            | 물물교환 여행 제2탄                                  | 심태윤, 박보드레                                        |
| 22   | 6월 17일 | 도전 광                                            | 외국인 꽃게탕 완전 정복                              | 제프리, 주초, 에리코 승세엽, 조형동, 편경호             |
| 22   | 6월 17일 | 실험 광                                            | 페트병으로 내린천 래프팅 도전                        | 제프리, 주초, 에리코 승세엽, 조형동, 편경호             |
| 23   | 6월 24일 | 도전 광                                            | 오키나와 외딴섬 한국청년 표류기                      | 김현종, 김광윤                                          |
| 23   | 6월 24일 | 실험 광                                            | 양떼를 몰아서 하트모양을 만들 수 있을까?             | 김현종, 김광윤                                          |
| 24   | 7월 1일  | 도전 광                                            | 오키나와 외딴섬 한국청년 표류기 2탄                  | 김현종, 김광윤 김진용, 김진국, 정상민                   |
| 24   | 7월 1일  | 실험 광                                            | 극한체험 3박 4일 안에 무인도를 탈출해라              | 김현종, 김광윤 김진용, 김진국, 정상민                   |
| 25   | 7월 8일  | 실험 광                                            | 페트병 배 대 캔 배 과연 그 승자는? 내린천 래프팅 2탄 | 승세엽, 조형동, 편경호, 최준선, 이승훈, 전충배          |